# Ципори (Болнисский муниципалитет)
Ципори (груз. წიფორი, азерб. Yuxarı Güləver) — село Болнисского муниципалитета, края Квемо-Картли республики Грузия с 97 %-ным азербайджанским населением. Находится в юго-восточной части Грузии, на территории исторической области Борчалы.

## История
Село Ципори (азерб. «Yuxarı Güləver») некогда составляло единое целое с соседним селом Гета (азерб. «Aşağı Güləver»), под общим названием «Гюлявер» (азерб. «Güləver»). Но в дальнейшем, по мере возрастания населения и площади, было разделено на две части: «Yuxarı Güləver» (рус. «Верхний Гюлявер») и «Aşağı Güləver» (рус. «Нижний Гюлявер»).

### Топоним
В 1990—1991 годах, в результате изменения руководством Грузии исторических топонимов населённых пунктов этнических меньшинств в регионе, название села Юхары Гюлявер («азерб. Yuxarı Güləver») было изменено на его нынешнее название — Ципори.

## География
Село Ципори находится в 17 км к западу от районного центра Болниси, на левом берегу реки Геди, на высоте 810 метров от уровня моря.
Граничит с селами Чреши, Хахаладжвари, Гета, Поцхвериани, Дарбази, Тандзиа, Ицриа, Дзедзвнариани, Дзвели-Квеши, Джавшаниани, Кианети и Квеши Болнисского Муниципалитета.

## Население
По данным Государственного статистического комитета Грузии, согласно официальной переписи 2002 года, численность населения села Ципори составляет 522 человек и на 97 % состоит из азербайджанцев.

## Экономика
Население в основном занимается овцеводством, скотоводством и овощеводством.

## Достопримечательности
- Средняя школа - построена в 1930 году.[5][10]

## Известные уроженцы
- Алияр Намазов - профессор;[5]
- Керим Мамедов - профессор;[5]
- Теймур Гараев - ученый, исследователь азербайджанских диалектов в Грузии.[5]